# فرانك بيكر (مؤلف)
فرانك بيكر (بالإنجليزية: Frank Baker)‏ (1908 - 1982 في المملكة المتحدة)؛ كاتِب، سيناريست، موسيقي، ممثل وروائي بريطاني.